# My Sister’s Keeper (2002)
My Sister’s Keeper ist ein US-amerikanischer Fernsehfilm aus dem Jahr 2002. Der von Hallmark Entertainment für die Reihe der Hallmark Channel Original Movies produzierte Film basiert auf den Memoiren von Margaret Moorman.

## Handlung
Das Verhältnis der Schwestern Christine und Judy Chapman war stets angespannt. Als beider Mutter im Sterben liegt, sehen sich die Geschwister nach langer Zeit wieder. Christine leidet an Schizophrenie und wurde von ihrer Mutter betreut. Diese Aufgabe fällt nach dem Tod der Mutter Judy zu. Nur langsam nähern sich die ungleichen Schwestern einander an.

## Veröffentlichung
Der Film wurde am 27. Januar 2002 im Hallmark Channel erstausgestrahlt. Im Juni 2002 wurde er auf DVD veröffentlicht.
Eine Veröffentlichung im deutschsprachigen Raum ist bislang nicht erfolgt.

## Auszeichnungen
- Screen Actors Guild Awards 2003: Kathy Bates als beste Darstellerin in einem Fernsehfilm (Nominierung)
- Satellite Awards 2003: Kathy Bates als beste Darstellerin in einem Fernsehfilm (Nominierung)
- Young Artist Awards 2003: Hallee Hirsh – Beste junge Nebendarstellerin (Auszeichnung)
- Young Artist Awards 2003: Kimberly J. Brown – Beste junge Hauptdarstellerin (Nominierung)